# Freddy’s Finale – Nightmare on Elm Street 6
Freddy’s Finale – Nightmare on Elm Street 6 (Originaltitel: Freddy’s Dead: The Final Nightmare) ist ein Horrorfilm aus dem Jahre 1991 und der sechste und vermeintlich letzte Teil der Nightmare-Reihe. In ihm sollte Krueger endgültig sterben und nie mehr wiederkehren. Die Handlung ist sehr skurril und knüpft an keinen der vorherigen Handlungsstränge an.

## Handlung
Der Film spielt zehn Jahre in der Zukunft – Freddy hat sämtliche Kinder von Springwood ermordet. Nur ein einziger Jugendlicher hat überlebt und kann aus der Stadt fliehen. Doch auf der Flucht verliert er sein Gedächtnis und wird von einer sozialen Einrichtung für Straßenkinder aufgenommen. Auf der Suche nach seinen verlorenen Erinnerungen kehrt er mit der Pädagogin Maggie und drei anderen Jugendlichen nach Springwood zurück. Froh über das Frischfleisch macht sich Krueger wieder ans Morden und findet einen Weg, aus Springwood auszubrechen. Im Heim der Straßenkinder kommt es zum finalen Kampf, in dem die Traumdämonen, die Freddy zur Unsterblichkeit verholfen hatten, ausgetrieben werden.
In längeren Rückblenden wird Kruegers Vergangenheit als bürgerlich lebender Kindermörder gezeigt: Nach außen hin hält der körperlich noch unversehrte Familienvater Freddy Krueger eine Fassade des schönen Scheins aufrecht, bis seine Ehefrau von dem Doppelleben ihres sadistischen Ehemanns erfährt, der sich im Heimwerker-Keller unter seinem Haus eine Art Folterkammer eingerichtet hat. Zudem wird Kruegers Hinrichtung durch die Eltern der Elm-Street-Kinder gezeigt. Während es in früheren Teilen hieß, dass Freddy Krueger in einer nahe gelegenen Fabrik gestellt und verbrannt worden ist, hat man im sechsten Teil den Ort seines vermeintlichen Todes in sein Haus verlegt.

## Rezeption

### Kritik
Das Lexikon des internationalen Films urteilte, Freddy’s Finale – Nightmare on Elm Street 6 sei ein „als surreale Achterbahn angelegter Horrorfilm, der trotz einiger äußerst blutiger Szenen den Freunden des Genres ein hinterhältiges Vergnügen bereiten dürfte“.

### Auszeichnungen (Auswahl)
- Lezlie Deane wurde 1991 für den Chainsaw Award in der Kategorie Beste Nebendarstellerin nominiert.
- Punk-Rock-Ikone Iggy Pop wurde 1992 für den Song Why Was I Born (Freddy's Dead), der im Abspann des Horrorfilms zu hören ist, für die Goldene Himbeere nominiert.[3]

### Einspielergebnis
Mit einem Budget von rund 11 Millionen US-Dollar, konnte der Film im nordamerikanischen Raum rund 35 Millionen US-Dollar einspielen.

## Trivia
- Am Anfang der Handlung parodiert der Horrorfilm eine Szene des Märchenfilms Der Zauberer von Oz von 1939, in der ein Wirbelsturm die Holzhütte mit dem Mädchen Dorothy und Hund Toto darin durch die Lüfte wirbelt und draußen vor dem Fenster die böse Hexe des Ostens auf ihrem Besen vorbeifliegt.
- In der Handlung taucht ein Jugendlicher auf, der sich aufgrund eines Gedächtnisverlustes nicht an seinen Namen erinnern kann und deshalb in dem Kinder- und Jugendheim, das ihn aufnimmt, den Ersatznamen John Doe erhält. In der englischen Umgangssprache bezeichnet der Begriff John Doe allgemein eine nicht näher zu identifizierende Person.
- Schauspieler Johnny Depp, der seine Filmkarriere mit einer Rolle im ersten Teil der Nightmare-Serie (Nightmare – Mörderische Träume) begonnen hat, tritt in einer kurzen Sequenz als Moderator einer Fernsehshow auf, der Spiegeleier in einer Bratpfanne brät.
- Rocksänger Alice Cooper spielt in einer kurzen Nebenrolle den Adoptivvater von Freddy Krueger, der seinen Adoptivsohn, der einen Hang zu selbstverletzendem Verhalten zeigt, im Keller auspeitscht und demütigt, bis sich dieser mit einem Rasiermesser zur Wehr setzt. Als der betrunkene Vater seinen adoptierten Sohn Freddy wiederholt mit einem Gürtel verprügelt, zeigt sich dieser davon mit einem Mal unbeeindruckt und fängt die schlagende Hand seines Adoptivvaters ab. Dabei spricht der jugendliche Freddy Krueger die Sätze: „Willst du das Geheimnis des Schmerzes wissen? Wenn du einfach aufhörst, ihn zu fühlen, dann wird er zum Freund.“ (im englischsprachigen Original: „You want to know the secret of pain? If you just stop feeling it – you can start using it.“)
- Der Produzent Robert Shaye tritt unter dem Pseudonym L. E. Moko wie bereits in Teil 4 in einer kurzen Nebenrolle auf; hier als diabolischer Ticketverkäufer in einem blutverschmierten Kartenhäuschen an einer nächtlichen Bushaltestelle
- Drehbuchautorin und Regisseurin Rachel Talalay, die schon in Wes Cravens Original Nightmare – Mörderische Träume beteiligt war, versetzt sie in ihrem nun eigenen Film das Geschehen in den US-amerikanischen Bundesstaat Ohio, lässt die fiktive Stadt Springwood (ursprünglich unter Wes Craven Los Angeles) zu einem kleinen, provinziellen Städtchen schrumpfen und verlegt sogar Kruegers Ende von dem bekannten Heizungskeller in der Fabrik in eine Holzhütte am Rande der Kleinstadt.
- In der Szene, in der der Jugendliche Spencer, verkörpert von Breckin Meyer, auf dem Sofa liegt und eine Haschischzigarette raucht, erscheint ihm Freddy Krueger während einer psychedelischen Vision im zerbrochenen Fernsehgerät, die Spencer in den Bildschirm hineinzieht. Dabei erklingt der Hippie-Song In-A-Gadda-Da-Vida von Iron Butterfly aus dem Jahr 1968, der als Drogenlied gilt.
- Es existiert eine DVD-Fehlpressung (Laser Paradise), die auf dem Cover eine Freigabe ab 16 zeigt, aber die ungeschnittene Originalfassung enthält. Da der Fehler bald erkannt wurde, sind verhältnismäßig wenige Exemplare dieser Ausgabe verkauft worden.
- Es herrscht Uneinigkeit darüber, ob der Deutsche Titel Freddy’s Finale (der englischen Grammatik entsprechend und somit mit Apostroph) oder Freddys Finale (der deutschen Grammatik entsprechend und somit ohne Apostroph) lautet. Während für die Kinoplakate und das Cover der alten VHS-Ausgabe die erste Variante verwendet wurde, bevorzugte Warner für die aktuelle DVD-Version die zweite Schreibung.
- Die letzte Viertelstunde gibt es in einer 3D-Version. Als der Film Freddy's Finale 1991 in den Kinos erschien, wurden dort 3D-Brillen verteilt, um dem Publikum zum „ultimativen Freddy-Erlebnis“ zu verhelfen, jedoch enthielt die deutsche Kinoversion kein 3D-Ende. Diesen 3D-Abschnitt gibt es als Bonus auf der DVD (WB). Die dafür notwendige 3D-Brille lag nur der US-amerikanischen Nightmare on Elm Street-Box bei.
- Tom Arnold und Roseanne Barr spielen kleine Rollen und werden im Abspann als „Ehepaar Tom Arnold“ geführt.

## Synchronisation
| Rolle                                | Schauspieler     | Synchronsprecher                               |
| ------------------------------------ | ---------------- | ---------------------------------------------- |
| Maggie Burroughs / Katherine Krueger | Lisa Zane        | Kathrin Simon                                  |
| John Doe                             | Shon Greenblatt  | Philipp Moog                                   |
| Doc                                  | Yaphet Kotto     | Holger Schwiers                                |
| Tracy Swan                           | Lezlie Deane     | Inez Günther                                   |
| Carlos Rodriguez                     | Ricky Dean Logan | Pascal Breuer                                  |
| Spencer Lewis                        | Breckin Meyer    | Philipp Brammer                                |
| Kelly                                | David Dunard     | Gernot Duda, Frank Ciazynski (DVD-Nachsynchro) |
| Tracys Vater                         | Peter Spellos    | Norbert Gastell                                |
| Spencers Vater                       | Michael McNab    | Ulrich Frank                                   |
| Lehrer                               | Matthew Faison   | Michael Gahr                                   |
| Freddys Vater                        | Alice Cooper     | Oliver Stritzel                                |
| Ticketverkäufer                      | Robert Shaye     | Werner Abrolat                                 |
| Frau auf dem Jahrmarkt               | Roseanne Barr    | Ruth Küllenberg                                |
| Freddy als Teenager                  | Tobe Sexton      | Jan Odle                                       |
| Freddy Krueger                       | Robert Englund   | Klaus Kindler                                  |

## Schnittfassungen
Die neue deutsche Fassung ist im Vergleich zur US-Fassung in weiten Teilen ungeschnitten.
Es existiert auch eine stark gekürzte Fassung, die von der FSK eine Altersfreigabe ab 16 Jahren erhielt. Die ungekürzte deutsche Fassung war von April 1992 bis April 2017 indiziert und wurde nach Ablauf der 25-Jahres-Frist von diesem gestrichen. Eine Neuprüfung der FSK ergab eine Freigabe ab 16 Jahren für die ungekürzte Fassung.